# Luis Lauermann
José Luis Lauermann (Ivoti, 15 de agosto de 1964) é um metalúrgico, sociólogo e político brasileiro filiado ao Partido dos Trabalhadores (PT). Foi deputado estadual no Rio Grande do Sul entre os anos de 2011 e 2013.

## Biografia

### Primeiros anos e formação acadêmica
Lauermann nasceu em Ivoti, município localizado no interior do Rio Grande do Sul. Trabalhou como metalúrgico e filiou-se ao Partido dos Trabalhadores (PT). Formou-se em Ciências sociais na Universidade do Vale do Rio dos Sinos (Unisinos).

### Carreira política
No ano de 2010, foi eleito Deputado estadual do Rio Grande do Sul, após receber 46.541 votos.
Em eleição extraordinária do ano de 2013, concorreu ao cargo de prefeito de Novo Hamburgo após a impugnação de Tarcísio Zimmermann (PT), que venceu a eleição em 2012, mas teve a candidatura impugnada pela Justiça. No ano de 2004, Zimmermann, participou da inauguração de uma obra pública durante a campanha eleitoral, o que é proibido por lei, o que fez com que Zimmermann fosse impugnado pelo Tribunal Superior Eleitoral (TSE). Foi eleito no pleito após conquistar 70.521 votos, totalizando 55,84% dos votos, superando Paulo Kopschina (PMDB) que totalizou 55.781 votos.
Em 2016, disputou a reeleição pela prefeitura de Novo Hamburgo em coligação com Partido Democrático Trabalhista (PDT), Partido Comunista do Brasil (PCdoB), Partido Trabalhista Cristão (PTC) e Partido da república (PR). Lauermann foi derrotado, após receber 22.634 votos, ficando com o terceiro lugar, sendo superado por Paulo Ritzel (PMDB) e Fatima Daudt (PSDB) - eleita prefeita.
No ano de 2019, a Câmara Municipal de Novo Hamburgo rejeitou as contas apresentadas pelo governo de Lauermann entre 2013 e 2016. Por 10 votos a 4, acompanhou a decisão do Tribunal de Contas do Estado do Rio Grande do Sul (TCE-RS) que apontou insuficiência financeira para a cobertura de algumas despesas empenhadas na área de educação básica. Em entrevista concedida ao Rádio ABC Lauermann criticou a decisão e afirmou “no passado, a Câmara aprovou contas rejeitadas com itens muito mais significativos do que da nossa gestão. Infelizmente, parece mais uma opinião política".

#### Desempenho eleitoral
| Ano  | Cargo                                  | Votos  | Resultado  | Ref.   |
| ---- | -------------------------------------- | ------ | ---------- | ------ |
| 2010 | Deputado estadual do Rio Grande do Sul | 46.641 | Eleito     | [ 5 ]  |
| 2013 | Prefeito de Novo Hamburgo              | 70.521 | Eleito     | [ 13 ] |
| 2016 | Prefeito de Novo Hamburgo              | 22.634 | Não eleito | [ 8 ]  |